# Vláda Spojeného království
Vláda Spojeného království označovaná také jako Vláda Jeho Veličenstva (anglicky Government of the United Kingdom, respektive His Majesty's Government) je ústřední orgán výkonné moci Spojeného království. Vládu vede premiér, který vybírá další ministry. Členové vlády musí být členy Dolní sněmovny nebo Sněmovny lordů. Po vítězných parlamentních volbách začal v červenci 2024 úřadovat kabinet premiéra Keira Starmera, znamenající návrat labouristů do vlády poprvé od roku 2010.

## Historie
Vláda se jako instituce vyvinula z orgánu státní rady, úzké skupiny poradců panovníka. Od doby Jiřího I. se vláda stala hlavní silou výkonné moci. Jiří I. i jeho následník Jiří II. nepocházeli z anglického prostředí, neorientovali se příliš v britském politickém systému a tak byli závislí na skupině poradců.
Moderní organizace struktury vlády, s úřadem vlády, sekretariátem a strukturou vládních výborů, byla vytvořena v období premiéra Davida Lloyda George v letech 1916 až 1922. Tato organizační struktura nabyla důležitosti v době první světové války, která přinesla nutnost rychlé koordinace činností ministerstev.

## Postavení
Přestože se panovník účastní řízení země pouze nepřímo a zůstává neutrální v politických záležitostech, je mu formálně svěřena autorita státu, která zůstává zdrojem výkonné moci. Ta je pak v praxi vykonávána vládou. Kromě výslovných zákonných zmocnění se v britském systému vyskytuje soubor pravomocí v určitých záležitostech, které jsou kolektivně nazývané královské výsady (anglicky Royal prerogatives). Podle dlouhodobé konvence je většina těchto pravomocí delegována z panovníka na různé ministry nebo jiné úředníky, kteří je mohou používat, aniž by museli získat souhlas parlamentu. Mezi tyto výsady patří:
- Pravomoc jmenovat (a teoreticky i odvolat) předsedu vlády. Tuto moc vykonává panovník osobně. Podle konvence jmenuje (a očekává se, že jmenuje) jednotlivce, který bude s největší pravděpodobností schopen získat důvěru většiny v Dolní sněmovně.
- Pravomoc jmenovat a odvolávat další ministry. Tuto pravomoc vykonává panovník na radu předsedy vlády.
- Pravomoc schvalovat a vydávat zákony udělením královského souhlasu (anglicky Royal assent) s návrhy zákonů schválených parlamentem, což je vyžadováno, aby zákon nabyl účinnosti. Panovník tak teoreticky může odmítnout souhlas, nicméně k tomu došlo naposledy za vlády královny Anny Stuartovny v roce 1708.
- Pravomoc zakládat státní korporace královskou listinou (anglicky Royal charter)
- Pravomoc vydávat, pozastavovat, rušit, odvolávat, zabavovat nebo odebírat britské cestovní pasy. Toto je vykonáváno ministrem vnitra.
- Pravomoc uznávat vlády a přijímat diplomaty.
- Pravomoc uzavírat a ratifikovat mezinárodní smlouvy (podle zákona z roku 2010 však vláda musí nechat většinu smluv schválit Dolní sněmovnou[3]).
- Pravomoc velet  ozbrojeným silám. Tuto pravomoc vykonává Rada obrany ve jménu krále.
- Pravomoc vyhlašovat válku, uzavírat mír a vysílat ozbrojené síly mimo státní území (je zvykem, že si vláda k vojenským akcím vyžádá souhlas Dolní sněmovny[4]).
- Pravomoc udělovat milost.
- Pravomoc udělovat a odnímat vyznamenání.

Počet ministrů, jejichž plat je financován státním rozpočtem, je 22, i když počet členů vlády bývá v rozmezí 21 až 24. Je zvykem, aby všichni členové vlády byli poslanci dolní komory parlamentu, s výjimkou Vůdce Sněmovny lordů, což je člen této sněmovny zodpovědný za předkládání a obhajobu vládních návrhů zákonů v horní komoře.
Ve vztahu k parlamentu se uplatňují dvě zvyklosti – kolektivní odpovědnost a odpovědnost jednotlivého ministra. Tyto skutečnosti odpovídají tomu, že každý ministr je také členem parlamentu a tak je mu, jako svrchované organizaci, zodpovědný. Kolektivní zodpovědnost vychází z toho, že rozhodnutí vlády jsou přijímána kolektivně. Pokud tedy vláda neuspěje v hlasování o důvěře, předpokládá se, že všichni ministři budou rezignovat na svou vládní pozici. A totéž se předpokládá, pokud jednotlivý ministr nesouhlasí s kolektivním rozhodnutím vlády (například rezignace Robina Cooka roku 2003, který nesouhlasil s účasti Velké Británie ve válce v Iráku).
Dotazy na ministry nebo předsedu vlády mohou vznášet obě komory parlamentu. Mohou být jak ústní, tak i v písemné podobě a ministr je povinen je zodpovědět. Parlament nemůže odvolat nebo vyjádřit nedůvěru jednotlivému ministrovi, ale pouze celé vládě. Pokud se tak stane, je řešením buď pokus o obnovu důvěry vládě, nebo nové všeobecné volby.